# Gran Premio motociclistico di San Marino 1983
Il Gran Premio motociclistico di San Marino fu l'ultimo appuntamento del motomondiale 1983 e la terza edizione del Gran Premio motociclistico di San Marino.
Si svolse il 4 settembre 1983 all'autodromo Dino Ferrari e corsero le classi 50, 125, 500 e sidecar. Le vittorie furono rispettivamente di Ricardo Tormo, Maurizio Vitali, Kenny Roberts e dell'equipaggio Rolf Biland-Kurt Waltisperg.

## Classe 500
Il titolo della categoria era ancora da assegnare, con lo statunitense Kenny Roberts che inseguiva il connazionale Freddie Spencer distaccato di 5 punti; nonostante sia riuscito ad ottenere pole position, giro più veloce e vittoria, Roberts dovette accontentarsi del secondo posto nella classifica generale visto che il suo avversario è giunto direttamente alle sue spalle nella gara, con un altro statunitense, Eddie Lawson che ha occupato il terzo gradino del podio.
Con la vittoria del campionato all'età di 21 anni e 258 giorni Spencer diventa il più giovane vincitore del titolo in questa classe e tale rimarrà sino all'abolizione della classe in favore della MotoGP.
Kenny Roberts annuncerà anche il suo ritiro dalle competizioni del motomondiale dopo aver vinto 3 titoli mondiali.
Durante le prove della corsa ci sono stati vari incidenti; non riusciranno a prendere il via della corsa Takazumi Katayama, Loris Reggiani e il neo campione mondiale della classe 250, il venezuelano Carlos Lavado che provava una Yamaha.

### Arrivati al traguardo
| Pos. | Pilota               | Moto   | Tempo    | Griglia | Punti |
| ---- | -------------------- | ------ | -------- | ------- | ----- |
| 1    | Kenny Roberts        | Yamaha | 48.16.63 | 1       | 15    |
| 2    | Freddie Spencer      | Honda  | 48.17.86 | 2       | 12    |
| 3    | Eddie Lawson         | Yamaha | 48.23.99 | 5       | 10    |
| 4    | Marco Lucchinelli    | Honda  | 48.36.02 | 3       | 8     |
| 5    | Randy Mamola         | Suzuki | 48.42.71 | 4       | 6     |
| 6    | Marc Fontan          | Yamaha | 48.43.24 | 6       | 5     |
| 7    | Raymond Roche        | Honda  | 48.43.82 | 8       | 4     |
| 8    | Boet van Dulmen      | Suzuki | 49.50.72 | 11      | 3     |
| 9    | Ron Haslam           | Honda  | 49.55.20 | 7       | 2     |
| 10   | Anton Mang           | Suzuki | 50.05.43 | 10      | 1     |
| 11   | Leandro Becheroni    | Suzuki | 1 giro   | 16      |       |
| 12   | Wolfgang von Muralt  | Suzuki | 1 giro   | 17      |       |
| 13   | Philippe Coulon      | Suzuki | 1 giro   | 23      |       |
| 14   | Chris Guy            | Suzuki | 1 giro   | 22      |       |
| 15   | Massimo Broccoli     | Yamaha | 1 giro   | 15      |       |
| 16   | Steve Parrish        | Yamaha | 1 giro   | 20      |       |
| 17   | Walter Migliorati    | Suzuki | 1 giro   | 26      |       |
| 18   | Paolo Ferretti       | Suzuki | 1 giro   | 24      |       |
| 19   | Franck Gross         | Honda  | 1 giro   | 12      |       |
| 20   | Peter Sjöström       | Suzuki | 1 giro   | 25      |       |
| 21   | Fabio Biliotti       | Suzuki | 1 giro   | 31      |       |
| 22   | Ernst Gschwender     | Suzuki | 1 giro   | 30      |       |
| 23   | Børge Nielsen        | Suzuki | 2 giri   | 32      |       |
| 24   | Jon Ekerold          | Cagiva | 2 giri   | 33      |       |
| 25   | Dimitrios Papandreou | Yamaha | 2 giri   | 36      |       |
| 26   | Franz Kaserer        | Suzuki | 2 giri   | 34      |       |
| 27   | Andreas Hofmann      | Suzuki | 3 giri   | 28      |       |

### Ritirati
| Pilota              | Moto   | Motivo | Griglia |
| ------------------- | ------ | ------ | ------- |
| Jack Middelburg     | Honda  |        | 13      |
| Keith Huewen        | Suzuki |        | 14      |
| Didier de Radiguès  | Honda  |        | 9       |
| Maurizio Massimiani | Honda  |        | 18      |
| Barry Sheene        | Suzuki |        | 27      |
| Virginio Ferrari    | Cagiva |        | 21      |
| Attilio Riondato    | Suzuki |        | 35      |
| Corrado Tuzii       | Honda  |        | 29      |

### Non partiti
| Pilota            | Moto   | Motivo | Griglia |
| ----------------- | ------ | ------ | ------- |
| Carlos Lavado     | Yamaha | caduta |         |
| Loris Reggiani    | Suzuki |        | 19      |
| Takazumi Katayama | Honda  | caduta |         |

## Classe 125
Con il titolo iridato assegnato già da tempo allo spagnolo Ángel Nieto, ottiene la sua prima vittoria nel motomondiale il pilota italiano Maurizio Vitali che precede al traguardo lo svizzero Hans Müller e l'altro italiano Pierluigi Aldrovandi.

### Arrivati al traguardo
| Pos. | Pilota               | Moto      | Tempo    | Griglia | Punti |
| ---- | -------------------- | --------- | -------- | ------- | ----- |
| 1    | Maurizio Vitali      | MBA       | 43.13.08 | 3       | 15    |
| 2    | Hans Müller          | MBA       | 43.17.23 | 2       | 12    |
| 3    | Pierluigi Aldrovandi | MBA       | 43.20.20 | 11      | 10    |
| 4    | August Auinger       | MBA       | 43.21.50 | 5       | 8     |
| 5    | Pier Paolo Bianchi   | Sanvenero | 43.22.48 | 4       | 6     |
| 6    | Gerhard Waibel       | MBA       | 43.57.48 | 12      | 5     |
| 7    | Henk van Kessel      | MBA       | 44.06.35 | 15      | 4     |
| 8    | Willy Pérez          | MBA       | 44.26.70 | 14      | 3     |
| 9    | Erich Klein          | MBA       | 44.40.90 | 17      | 2     |
| 10   | Anton Straver        | MBA       | 44.41.40 | 19      | 1     |
| 11   | Helmut Lichtenberg   | MBA       | 44.46.92 | 23      |       |
| 12   | Jacky Hutteau        | MBA       | 1 giro   | 24      |       |
| 13   | Bady Hassaine        | MBA       | 1 giro   | 34      |       |
| 14   | Alojz Pavlič         | Bartol    | 1 giro   | 35      |       |
| 15   | Peter Balaz          | MBA       | 1 giro   | 32      |       |
| 16   | Carlo Succi          | MBA       | 1 giro   | 33      |       |
| 17   | Thomas Pedersen      | MBA       | 1 giro   | 37      |       |
| 18   | Chris Baert          | MBA       | 2 giri   | 38      |       |

### Ritirati
| Pilota              | Moto      | Motivo | Griglia |
| ------------------- | --------- | ------ | ------- |
| Ricardo Tormo       | MBA       |        | 1       |
| Ángel Nieto         | Garelli   |        | 6       |
| Bruno Kneubühler    | MBA       |        | 7       |
| Fausto Gresini      | MBA       |        | 8       |
| Stefano Caracchi    | MBA       |        | 9       |
| Johnny Wickström    | MBA       |        | 10      |
| Jean-Claude Selini  | MBA       |        | 13      |
| Lucio Pietroniro    | MBA       |        | 18      |
| Olivier Liegeois    | Sanvenero |        | 20      |
| Hugo Vignetti       | MBA       |        | 21      |
| Giuseppe Ascareggi  | MBA       |        | 22      |
| Stefan Dörflinger   | MBA       |        | 25      |
| Paul Bordes         | MBA       |        | 26      |
| Peter Sommer        | MBA       |        | 28      |
| Per-Edvard Carlsson | MBA       |        | 29      |
| Marino Neri         | MBA       |        | 30      |
| Andrés Sánchez      | MBA       |        | 31      |
| Massimo de Lorenzi  | MBA       |        | 36      |

## Classe 50

L'ultima partenza nella storia della classe 50, abolita al termine della stagione: si riconosce il poleman Stefan Dörflinger, campione del mondo uscente e riconfermatosi iridato.

È questa l'ultima gara nella storia del motomondiale per la classe di minor cilindrata; dal motomondiale 1984 verrà sostituita dalla classe 80. La storia, iniziata nel motomondiale 1962 con il Gran Premio motociclistico di Spagna 1962, avrà termine dopo 172 gare disputate.
Il titolo iridato è stato assegnato allo svizzero Stefan Dörflinger, giunto in questa occasione al secondo posto, mentre il suo maggior rivale, l'italiano Eugenio Lazzarini, non ha preso il via a causa di un incidente occorso nelle prove.
La gara è stata vinta dallo spagnolo Ricardo Tormo e al terzo posto è giunto l'italiano Claudio Lusuardi.

### Arrivati al traguardo
| Pos. | Pilota             | Moto      | Tempo    | Griglia | Punti |
| ---- | ------------------ | --------- | -------- | ------- | ----- |
| 1    | Ricardo Tormo      | Garelli   | 31.06.67 | 3       | 15    |
| 2    | Stefan Dörflinger  | Kreidler  | 31.50.90 | 1       | 12    |
| 3    | Claudio Lusuardi   | Villa     | 32.05.55 | 7       | 10    |
| 4    | Theo Timmer        | Casal     | 32.08.45 | 6       | 8     |
| 5    | Hagen Klein        | Kreidler  | 32.17.85 | 5       | 6     |
| 6    | Hans Spaan         | Kreidler  | 32.17.94 | 4       | 5     |
| 7    | Giuseppe Ascareggi | Minarelli | 32.45.90 | 8       | 4     |
| 8    | Otto Machinek      | Kreidler  | 32.51.87 | 11      | 3     |
| 9    | Paolo Priori       | Paolucci  | 33.05.56 | 14      | 2     |
| 10   | Rainer Scheidhauer | Kreidler  | 33.09.36 | 27      | 1     |
| 11   | Gerhard Singer     | Kreidler  | 33.15.66 | 17      |       |
| 12   | Chris Baert        | Kreidler  | 33.25.73 | 19      |       |
| 13   | Ian McConnachie    | Rudge     | 33.40.55 | 20      |       |
| 14   | Reiner Koster      | Kroko MK1 | 1 giro   | 34      |       |
| 15   | Thomas Engl        | Engl      | 1 giro   | 29      |       |
| 16   | Giuliano Tabanelli | Kreidler  | 1 giro   | 30      |       |
| 17   | Mika-Sakari Komu   | Kreidler  | 1 giro   | 35      |       |
| 18   | Hans-Jürgen Hummel | Sachs     | 1 giro   | 9       |       |
| 19   | Nicola Casadei     | Minarelli | 3 giri   | 36      |       |

### Ritirati
| Pilota              | Moto      | Motivo | Griglia |
| ------------------- | --------- | ------ | ------- |
| George Looijesteijn | Kreidler  |        | 10      |
| Peter Verbic        | Kreidler  |        | 18      |
| Enrico Cereda       | Kreidler  |        | 12      |
| Paul Rimmelzwaan    | Kreidler  |        | 13      |
| Hans Koopman        | Kreidler  |        | 15      |
| Rainer Kunz         | FKN       |        | 16      |
| Jos van Dongen      | Kreidler  |        | 21      |
| Zdravko Matulja     | Tomos     |        | 22      |
| Mario Stocco        | Kreidler  |        | 23      |
| Ramon Gali          | Bultaco   |        | 24      |
| Claudio Granata     | Kreidler  |        | 25      |
| Massimo de Lorenzi  | Minarelli |        | 26      |
| Massimo Fargeri     | Kreidler  |        | 28      |
| Joaquin Gali        | Bultaco   |        | 31      |
| Paul Bordes         | Moto 2L   |        | 32      |
| Inge Arends         | Schuster  |        | 33      |

### Non partito
| Pilota            | Moto    | Motivo | Griglia |
| ----------------- | ------- | ------ | ------- |
| Eugenio Lazzarini | Garelli |        | 2       |

## Classe sidecar
L'equipaggio Rolf Biland-Kurt Waltisperg, già matematicamente campione del mondo, vince anche l'ultima gara precedendo Alain Michel-Claude Monchaud e Werner Schwärzel-Andreas Huber. Egbert Streuer, seppur debilitato, giunge al quarto posto e mantiene così la seconda posizione nel mondiale; la classifica finale vede Biland a 98 punti, Streuer a 72, Schwärzel a 67 e Michel a 57.

### Arrivati al traguardo (posizioni a punti)[4]
| Pos | Pilota           | Passeggero         | Moto          | Tempo    | Punti |
| --- | ---------------- | ------------------ | ------------- | -------- | ----- |
| 1   | Rolf Biland      | Kurt Waltisperg    | LCR-Yamaha    | 42'07"14 | 15    |
| 2   | Alain Michel     | Claude Monchaud    | LCR-Yamaha    | 42'08"64 | 12    |
| 3   | Werner Schwärzel | Andreas Huber      | Seymaz-Yamaha | 42'08"82 | 10    |
| 4   | Egbert Streuer   | Bernard Schnieders | LCR-Yamaha    | 42'53"25 | 8     |
| 5   | Derek Jones      | Brian Ayres        | LCR-Yamaha    | 43'15"07 | 6     |
| 6   | Masato Kumano    | Kunio Takeshima    | LCR-Yamaha    | 43'29"63 | 5     |
| 7   | Hein van Drie    | Willem van Dis     | LCR-Yamaha    | 43'32"2  | 4     |
| 8   | Frank Wrathall   | Phil Spendlove     | Seymaz-Yamaha |          | 3     |
| 9   | Theo van Kempen  | Geral de Haas      | LCR-Yamaha    |          | 2     |
| 10  | Amedeo Zini      | Carlo Sonaglia     | LCR-Yamaha    |          | 1     |